# Vitögd glasögonfågel
Vitögd glasögonfågel (Zosterops hypolais) är en fågel i familjen glasögonfåglar inom ordningen tättingar.

## Utseende och läte
Vitögd glasögonfågel är en liten sångarlik tättitng med ljust öga, tunn vit ögonring, gråaktig ovansida och kontrasterande ljusgul strupe. Den enda andra glasögonfågel i utbredningsområdet, yapglasögonfågeln, är mörkt olivbrun med mycket tydligare ögonring. Bland lätena hörs ljusa och skrapiga drillar och tjirpanden, likt en parakit eller en sparv.

## Utbredning och systematik
Fågeln förekommer i skog och buskskog på Yap (nordvästra Karolinerna). Den behandlas som monotypisk, det vill säga att den inte delas in i några underarter.

## Status
Vitögd glasögonfågel har ett rätt litet utbredningsområde begränsat till fyra mycket små öar. Beståndet är visserligen stabilt, uppskattat till mellan 40 000 och 80 000 vuxna individer. Risken är dock stor att oavsiktlig införsel av invasiva predatorer som ormen Boiga irregularis skulle orsaka stor skada, så som skett på exempelvis Guam. Internationella naturvårdsunionen IUCN kategoriserar därför arten som nära hotad.